# Пењуелас (Порторико)
Пењуелас (шп. Peñuelas) је општина у америчкој острвској територији Порторико, острвској држави Кариба.

## Демографија
По попису из 2010. године број становника је 24.282, што је 2.437 (-9,1%) становника мање него 2000. године.
| Група             | 2000.          | 2010.          |
| Белци             | 152 (0,6%)     | 128 (0,5%)     |
| Афроамериканци    | 1.206 (4,5%)   | 2.237 (9,2%)   |
| Азијати           | 16 (0,1%)      | 42 (0,2%)      |
| Хиспаноамериканци | 26.544 (99,3%) | 24.126 (99,4%) |
| Укупно            | 26.719         | 24.282         |